# Когассет-Біч (Вашингтон)
Когассет-Біч (англ. Cohassett Beach) — переписна місцевість (CDP) в США, в окрузі Ґрейс-Гарбор штату Вашингтон. Населення — 771 особа (2020).

## Географія
Когассет-Біч розташований за координатами 46°51′46″ пн. ш. 124°6′21″ зх. д. / 46.86278° пн. ш. 124.10583° зх. д. (46.862836, -124.105927).  За даними Бюро перепису населення США в 2010 році переписна місцевість мала площу 3,32 км², з яких 3,30 км² — суходіл та 0,02 км² — водойми.

## Демографія
Згідно з переписом 2010 року, у переписній місцевості мешкали 722 особи в 329 домогосподарствах у складі 183 родин. Густота населення становила 217 осіб/км².  Було 468 помешкань (141/км²).
Расовий склад населення:
| - 89,3 % — білих - 2,1 % — корінних американців - 0,6 % — азіатів - 0,4 % — чорних або афроамериканців - 0,1 % — вихідців з тихоокеанських островів - 4,7 % — осіб інших рас |

До двох чи більше рас належало 2,8 %. Частка іспаномовних становила 8,9 % від усіх жителів.
За віковим діапазоном населення розподілялося таким чином: 20,4 % — особи молодші 18 років, 59,0 % — особи у віці 18—64 років, 20,6 % — особи у віці 65 років та старші. Медіана віку мешканця становила 48,3 року. На 100 осіб жіночої статі у переписній місцевості припадало 101,7 чоловіків;  на 100 жінок у віці від 18 років та старших — 104,6 чоловіків також старших 18 років.
Середній дохід на одне домашнє господарство  становив 33 930 доларів США (медіана — 34 083), а середній дохід на одну сім'ю — 37 091 долар (медіана — 38 393). Медіана доходів становила 30 179 доларів для чоловіків та 28 520 доларів для жінок. За межею бідності перебувало 40,2 % осіб, у тому числі 67,8 % дітей у віці до 18 років та 0,0 % осіб у віці 65 років та старших.
Цивільне працевлаштоване населення становило 248 осіб. Основні галузі зайнятості: роздрібна торгівля — 25,8 %, виробництво — 23,4 %, оптова торгівля — 21,0 %.